# KR Cube
[KR]cube – singiel zespołu Dir En Grey wydany w 2000 roku. Jego drugi utwór jest ponownym nagraniem pierwszego singla zespołu – Jealous, który później znalazł się także na best-albumie Decade 1998–2002.

## Lista utworów
Autorem tekstów jest Kyo. Muzykę skomponował zespół Dir en grey.  
1. [KR]cube (4:12)

2. Jealous -Reverse- (4:56)

3. [KR]cube -K.K. Vomit Mix- (2:28)